# Буракова, Марина Викторовна
Марина Викторовна Буракова (род. 8 мая 1966, Смоленск) — советская и российская футболистка, защитник, тренер. Мастер спорта России.

## Биография
Детство провела в Смоленске. Кандидата в мастера спорта в семиборье. Окончила институт физической культуры, работала на кафедре физвоспитания калужского филиала Тимирязевской академии.
Начала играть в футбол в команде «Калужанка». Выступала в командах «Энергия» Воронеж (107 матчей, 5 голов), «Лада» Тольятти, «Надежда» Ногинск.
В 1992—2001 годах провела 120 матчей за сборную России.
В ходе сезона 2007 года — главный тренер ногинской «Надежды». В 2008—2012 годах работала тренером в «Энергии», позже — тренер команды при ВГППК.

## Футбольные достижения

### Командные
- Чемпион России (4): 1995, 1997, 1998, 1999[7]
- Серебряный призёр чемпионата России (3): 1996, 2000, 2002
- Обладательница Кубка России (6): 1995, 1996, 1997, 2000, 2001, 2002

### Личные
- Вошла в символическую сборную 25-летия (2013).[8]
- В составе «Энергии» 6 раз входила в список «33 лучших».[5] и 1 раз в составе «ВДВ» (1999)

## Семья
Муж Сергей выступал за калужский «Локомотив» во второй лиге СССР, сын Александр — профессиональный футболист.